# Club Deportivo Ferroviario Almirante Arturo Fernández Vial
Club Deportivo Ferroviario Almirante Arturo Fernández Vial mer känd som bara Fernández Vial, är en fotbollsklubb från San Pedro de la Paz, strax utanför Concepción i södra Chile. Klubben grundades 15 juni 1903 och spelade i den högsta divisionen på åttiotalet och en bit in på nittiotalet och kom som bäst på en femteplats (1991). Klubben spelar på Estadio Municipal San Pedro de la Paz, som invigdes i november 2010 och tar ungefär 2 000 åskådare. Tidigare spelade klubben på Estadio Municipal de Concepción, vars maxkapacitet är 35 000 åskådare. Lagets supportrar kallar sig för La Furia Guerrera.